# Пучай
Пучай (Пучай-ріка, Смородина) — билинний топонім.
У билині «Добриня і Змій» — «люта ріка», вогненна, купання в ній загрожує загибеллю. Попри заборону Добриня Микитич купається, викликає тим самим на себе Змія, б'ється з ним. Згадується Пучай-ріка і в інших билинах, зокрема у билині про Дюка Степановича, де той перемагає Чурила Пленковича в Кінних перегонах через Пучай. 
У міфічних витоках Пучай-ріка — водна межа, яка відокремлює звичайний світ від «іншого» світу. 
В імені «Пучай» дослідники вбачали спотворене «Почайна», назву річки в Києві, у якій, за переказами, відбувалося перше хрещення містян. Звідси — інтерпретація сюжету «Добриня і Змій» як оповідання про перемогу християнства над язичництвом в Київській Русі.